# Jordy Lemoine
Jordy Claude Daniel Lemoine (Saint-Germain-en-Laye, Francia; 14 de enero de 1988) es un cantante y músico francés que inició su carrera a los cuatro años de edad. Conocido como niño prodigio de la música, príncipe o nieto del SAUS y recordado por su canción en francés Dur, dur d'être bébé ("Duro, duro ser bebé").

## Biografía
Jordy Lemoine es hijo de Claude Lemoine y de Patricia Clerget. De este modo, en 1992 su progenitor logró con enorme paciencia que Jordy cantase una de sus canciones. Después de largas sesiones usando la mesa de mezclas, Claude logró dar uniformidad al conjunto, obteniendo como resultado el tema de música dance "Dur Dur D'Être Bébé". Esta canción fue un auténtico éxito, no sólo en Francia, sino también en numerosos países europeos y en Japón, al lograr vender seis millones de copias. Además, formó parte de numerosos discos de mezclas de música dance.
Debido al éxito de esta primera propuesta, ese mismo año Jordy grabó su primer disco titulado "Pochette Surprise". La novedosa idea de convertirlo en bebé-cantante, resultó graciosa para el público y su popularidad subió como la espuma. Actuó en numerosos programas de televisión (en los cuales mientras interpretaba la canción en playback y realizaba una sencilla coreografía, el pobre Jordy se mostraba muy perdido). De su álbum, se extrajo un segundo sencillo titulado "Allison", una canción que giraba en torno a una supuesta novia de mismo nombre. También fue célebre al formar parte del libro Guinness de los récords como el cantante más joven del mundo.
Como no podía ser de otra forma, en 1993 grabó un nuevo sencillo titulado "It's Christmas, Cest Noel", otro tema dance cantado en francés pero con su estribillo en inglés, que formó parte de la banda sonora de la comedia norteamericana "Mira quien habla ahora" (1993), protagonizada por John Travolta y Kirstie Alley.
En 1994 salió al mercado su segundo álbum "Potion magique", que aunque causó menor impacto que su primer trabajo, tuvo una buena acogida comercial.
Su tercer y último disco fue "La Récréation" (1995) y resultó un fracaso estrepitoso. Por si fuera poco, a lo largo de ese año sus padres tuvieron la mala idea de crear una atracción turística infantil llamada "La Ferme de Jordy", que les reportó enormes pérdidas económicas. A pesar de esto ganó varios discos de oro y se hizo acreedor al premio del chupón de oro en México. 
Jordy viajó durante su período de fama por todo el mundo, y llegó a vivir en un castillo propiedad de sus padres. Pero cuando alcanzó la mayoría de edad se vio en bancarrota por el desfalco que sufrió en manos de sus progenitores. Tras este incidente, sus papás acabaron divorciándose y en sus años de adolescencia, Jordy logró emanciparse legalmente y abandonó el mundo del espectáculo para trasladarse a una granja cerca de Caen, donde estudió danza y música. En 2005 reapareció públicamente a través del reality show francés "La Ferme Célébrités", participando en la segunda temporada de este popular espacio.
Su última incursión en el mundo del espectáculo es con su banda de Rock "Jordy and the Dixies" y actualmente vive en Gran Bretaña.

## Discografía
- Pochette surprise (1992)
- Potion magique (1993)
- La Récréation (1995)

## Sencillos
- "Dur dur d'être bébé!" (1992)
- "Alison" (1992)
- "Les Boules" (1993)
- "It's Christmas, c'est Noël" (1993)
- "Je t'apprendrai" (2006)